# Lista siturilor arheologice din județul Mureș - H
Lista siturilor arheologice din județul Mureș - H conține toate siturile arheologice din județul Mureș înscrise în Repertoriul Arheologic Național (RAN) și aflate în localități al căror nume începe cu litera H. RAN este administrat de Ministerul Culturii și Patrimoniului Național și cuprinde date științifice, cartografice, topografice, imagini și planuri, precum și orice alte informații privitoare la zonele cu potențial arheologic, studiate sau nu, încă existente sau dispărute.
Puteți căuta un sit din localitățile care încep cu litera H folosind formularul de mai jos sau puteți naviga prin toate siturile din județ la Lista siturilor arheologice din județul Mureș.
| Cod RAN      | Denumire | Localitate                             | Adresă          | Datare                       | Descoperit | Coordonate | Imagine           | Erori            |
| ------------ | --- | -------------------------------------- | --------------- | ---------------------------- | ---------- | ---------- | ----------------- | ---------------- |
| 116000.01.01 | Vechea vatră a satului Herghelia - "Biserica Pustie" / ansamblu anonim (Categorie: locuire civilă) (Tip: vatră) | sat Herghelia, comuna Ceuașu de Câmpie | Biserica Pustie |                              |            |            | Încărcați imagine | Raportați eroare |
| 116000.02.01 | Cetatea Bacica de la Herghelia / ansamblu anonim (Categorie: locuire civilă) (Tip: Cetate)                      | sat Herghelia, comuna Ceuașu de Câmpie | Cetatea Bacica  |                              |            |            | Încărcați imagine | Raportați eroare |
| 116108.01.01 | Drumul roman de la Hădăreni - "Irimul Mare" / ansamblu anonim (Categorie: construcție) (Tip: Drum)              | sat Hădăreni, comuna Chețani           | Irimul Mare     | romană                       |            |            | Încărcați imagine | Raportați eroare |
| 117435.01.01 | Valul de pământ de la Hodac / ansamblu anonim (Categorie: fortificație) (Tip: Val)                              | sat Hodac, comuna Hodac                |                 |                              |            |            | Încărcați imagine | Raportați eroare |
| 118263.01.01 | Tezaurul monetar de la Hărănglab / ansamblu anonim (Categorie: depozit/tezaur) (Tip: Depozit)                   | sat Hărănglab, comuna Mica             |                 | daco-romană sec. I-III d.Hr. |            |            | Încărcați imagine | Raportați eroare |
| 115138.01.01 | Mormântul de la Herepea / ansamblu anonim (Categorie: descoperire funerară) (Tip: Mormânt)                      | sat Herepea, comuna Adămuș             |                 | scitică                      |            |            | Încărcați imagine | Raportați eroare |